# Hamburger Sport-Verein 1979-1980
Questa voce raccoglie le informazioni riguardanti l'Hamburger Sport-Verein nelle competizioni ufficiali della stagione 1979-1980.

## Stagione
Nella stagione 1979-1980 l'Amburgo, allenato da Branko Zebec, concluse il campionato di Bundesliga al 2º posto. In Coppa di Germania l'Amburgo fu eliminato al terzo turno dal Kickers Offenbach. In Coppa dei Campioni l'Amburgo perse la finale con dal Nottingham Forest.

## Rosa
| N. |                     | Ruolo | Calciatore         |
| -- | ------------------- | ----- | ------------------ |
|    | Germania (bandiera) | P     | Rudolf Kargus      |
|    | Germania (bandiera) | P     | Jürgen Stars       |
|    | Germania (bandiera) | D     | Uwe Beginski       |
|    | Croazia (bandiera)  | D     | Ivan Buljan        |
|    | Germania (bandiera) | D     | Peter Hidien       |
|    | Germania (bandiera) | D     | Ditmar Jakobs      |
|    | Germania (bandiera) | D     | Manfred Kaltz      |
|    | Germania (bandiera) | D     | Peter Nogly        |
|    | Germania (bandiera) | D     | Bernd Wehmeyer     |
|    | Germania (bandiera) | C     | Thomas Bliemeister |

| N. |                        | Ruolo | Calciatore        |
| -- | ---------------------- | ----- | ----------------- |
|    | Brasile (bandiera)     | C     | Buca              |
|    | Germania (bandiera)    | C     | Jimmy Hartwig     |
|    | Germania (bandiera)    | C     | Holger Hieronymus |
|    | Germania (bandiera)    | C     | Felix Magath      |
|    | Germania (bandiera)    | C     | Caspar Memering   |
|    | Germania (bandiera)    | A     | Horst Hrubesch    |
|    | Inghilterra (bandiera) | A     | Kevin Keegan      |
|    | Germania (bandiera)    | A     | Jürgen Milewski   |
|    | Germania (bandiera)    | A     | Willi Reimann     |

## Organigramma societario
Area tecnica
- Allenatore: Branko Zebec
- Allenatore in seconda: Aleksandar Ristić
- Preparatore dei portieri:
- Preparatori atletici:

## Calciomercato

### Sessione estiva
| Acquisti | Acquisti          | Acquisti  | Acquisti |
| R.       | Nome              | da        | Modalità |
| -------- | ----------------- | --------- | -------- |
| C        | Holger Hieronymus | St. Pauli |          |
| D        | Ditmar Jakobs     | Duisburg  |          |

| Cessioni | Cessioni             | Cessioni          | Cessioni |
| R.       | Nome                 | a                 | Modalità |
| -------- | -------------------- | ----------------- | -------- |
| A        | Hans-Günther Plücken | Hertha Berlino    |          |
| D        | Bernd Gorski         | Hannover 96       |          |
| C        | Horst Bertl          | Houston Hurricane |          |
| D        | Andreas Karow        | Darmstadt         |          |
| D        | Hans-Jürgen Ripp     | Lüneburger        |          |

### Sessione invernale
| Acquisti | Acquisti        | Acquisti       | Acquisti |
| R.       | Nome            | da             | Modalità |
| -------- | --------------- | -------------- | -------- |
| A        | Jürgen Milewski | Hertha Berlino |          |

| Cessioni | Cessioni | Cessioni | Cessioni |
| R.       | Nome     | a        | Modalità |
| -------- | -------- | -------- | -------- |

## Risultati

### Bundesliga

#### Girone di andata
| Arbitro: | Joos |

|  |           |                                     |
|  | Marcatori | 62’ Hartwig 75’ Memering 87’ Magath |

| Arbitro: | Walz |

|                                  |           |  |
| Plücken 31’ Kaltz 56’ Jakobs 86’ | Marcatori |  |

| Arbitro: | Ahlenfelder |

|                 |           |           |
| Augenthaler 61’ | Marcatori | 81’ Kaltz |

| Arbitro: | Uhlig |

|                                                       |           |              |
| Hartwig 14’ Wehmeyer 45’ Hrubesch 47’, 70’ Buljan 72’ | Marcatori | 24’ Milewski |

| Arbitro: | Messmer |

|                         |           |  |
| Kempe 7’, 47’ Fruck 77’ | Marcatori |  |

| Arbitro: | Risse |

|                  |           |  |
| Kaltz 78’ (rig.) | Marcatori |  |

| Arbitro: | Luca |

|                            |           |                 |
| Pezzey 35’ Karger 69’, 77’ | Marcatori | 31’, 72’ Buljan |

| Arbitro: | Meuser |

|                                     |           |  |
| Keegan 29’ Hartwig 64’ Hrubesch 67’ | Marcatori |  |

| Arbitro: | Assenmacher |

|           |           |              |
| Röber 73’ | Marcatori | 88’ Hrubesch |

| Arbitro: | Treib |

|                      |           |                         |
| Kaltz 15’ Keegan 83’ | Marcatori | 14’ Mattsson 73’ Funkel |

| Arbitro: | Stäglich |

|  |           |                       |
|  | Marcatori | 36’ Keegan 62’ Buljan |

| Arbitro: | Aldinger |

|                                         |           |  |
| Hrubesch 26’ Keegan 56’ Buljan 79’, 89’ | Marcatori |  |

| Arbitro: | Walz |

|           |           |             |
| Bommer 6’ | Marcatori | 65’ Reimann |

| Arbitro: | Hennig |

|                                     |           |                          |
| Hrubesch 50’ Hartwig 70’ Keegan 71’ | Marcatori | 29’ Ohlicher 39’ Volkert |

| Arbitro: | Walz |

|              |           |                 |
| Popivoda 45’ | Marcatori | 37’ (aut.) Borg |

| Arbitro: | Michel |

|                                       |           |  |
| Reimann 45’ Hrubesch 75’ Memering 82’ | Marcatori |  |

| Arbitro: | Hontheim |

|                     |           |  |
| Rüssmann 70’ (rig.) | Marcatori |  |

#### Girone di ritorno
| Arbitro: | Ross |

|                                      |           |           |
| Hrubesch 5’, 55’ (rig.) Milewski 76’ | Marcatori | 78’ Knüwe |

| Arbitro: | Aldinger |

|                         |           |                        |
| Nickel 39’ Schäffer 88’ | Marcatori | 26’ Reimann 37’ Keegan |

| Arbitro: | Linn |

|                                                 |           |            |
| Hartwig 60’ Augenthaler 76’ (aut.) Hrubesch 89’ | Marcatori | 86’ Janzon |

| Arbitro: | Burgers |

|  |           |                                                                   |
|  | Marcatori | 7’ Hieronymus 22’, 60’ Reimann 84’ Jakobs 86’ Keegan 87’ Milewski |

| Arbitro: | Clajus |

|             |           |                             |
| Hartwig 35’ | Marcatori | 58’ Grillemeier 63’ Seliger |

| Arbitro: | Hennig |

|                                               |           |                  |
| Wendt 48’ Neues 73’ (rig.) Geye 85’ Riedl 89’ | Marcatori | 18’, 56’ Hartwig |

| Arbitro: | Engel |

|                                                     |           |  |
| Hrubesch 7’, 86’ Kaltz 25’ Milewski 29’ Reimann 30’ | Marcatori |  |

| Arbitro: | Joos |

|                             |           |                                    |
| Schuster 75’ Littbarski 81’ | Marcatori | 11’ Buljan 64’ Jakobs 90’ Hrubesch |

| Arbitro: | Waltert |

|                                                |           |  |
| Hrubesch 16’, 82’, 86’ Milewski 42’ Jakobs 60’ | Marcatori |  |

| Arbitro: | Ross |

|  |           |                                           |
|  | Marcatori | 51’ Nogly 78’ Hartwig 81’ (rig.) Hrubesch |

| Arbitro: | Ahlenfelder |

|                                                             |           |             |
| Magath 10’, 28’, 47’ Hieronymus 20’ Keegan 70’ Milewski 85’ | Marcatori | 26’ Raubold |

| Arbitro: | Luca |

|                |           |                            |
| Frank 62’, 82’ | Marcatori | 23’ Magath 36’ (aut.) Koch |

| Arbitro: | Walz |

|              |           |  |
| Milewski 65’ | Marcatori |  |

| Arbitro: | Hennig |

|                         |           |                   |
| Kelsch 19’ Ohlicher 52’ | Marcatori | 13’, 27’ Hrubesch |

| Arbitro: | Stäglich |

|                         |           |  |
| Hrubesch 57’ Keegan 59’ | Marcatori |  |

| Arbitro: | Clajus |

|                       |           |              |
| Herzog 4’ Hörster 37’ | Marcatori | 19’ Memering |

| Arbitro: | Aldinger |

|                                                   |           |  |
| Hrubesch 4’ Nogly 41’ Memering 67’ Hieronymus 77’ | Marcatori |  |

### Coppa di Germania
| Arbitro: | Kasperowski |

|                                                                     |           |  |
| Jakobs 10’, 37’ Buljan 22’ Magath 43’ Scheu 56’ (aut.) Hrubesch 70’ | Marcatori |  |

| Arbitro: | Michel |

|  |           |                               |
|  | Marcatori | 16’, 80’ Hrubesch 22’ Hartwig |

| Arbitro: | Luca |

|                            |           |  |
| Nogly 61’ (aut.) Domes 83’ | Marcatori |  |

### Coppa dei Campioni
| Arbitro: | Wilson |

|  |           |                              |
|  | Marcatori | 18’, 26’ Hrubesch 77’ Buljan |

| Arbitro: | Rolles |

|                           |           |                |
| Hrubesch 49’ Wehmeyer 74’ | Marcatori | 89’ Eðvaldsson |

| Arbitro: | Konrath |

|                                             |           |              |
| Machaidze 37’ (aut.) Keegan 53’ Hartwig 74’ | Marcatori | 29’ Q'ipiani |

| Arbitro: | Ponnet |

|                          |           |                                    |
| Gutsaevi 5’ Q'ipiani 44’ | Marcatori | 34’ Keegan 41’ Hrubesch 46’ Buljan |

| Arbitro: | Foote |

|             |           |  |
| Reimann 44’ | Marcatori |  |

| Arbitro: | Dörflinger-Buser |

|                                       |           |                            |
| Vujović 21’ Đorđević 49’ Primorac 85’ | Marcatori | 2’ Hrubesch 24’ Hieronymus |

| Arbitro: | Christov |

|                     |           |  |
| Santillana 67’, 80’ | Marcatori |  |

| Arbitro: | Michelotti |

|                                                      |           |                |
| Kaltz 10’ (rig.), 40’ Hrubesch 17’, 45’ Memering 90’ | Marcatori | 31’ Cunningham |

| Arbitro: | Garrido |

|               |           |  |
| Robertson 20’ | Marcatori |  |

## Statistiche

### Statistiche di squadra
| Competizione       | Punti | In casa | In casa | In casa | In casa | In casa | In casa | In trasferta | In trasferta | In trasferta | In trasferta | In trasferta | In trasferta | Totale | Totale | Totale | Totale | Totale | Totale | DR  |
| Competizione       | Punti | G       | V       | N       | P       | Gf      | Gs      | G            | V            | N            | P            | Gf           | Gs           | G      | V      | N      | P      | Gf     | Gs     | DR  |
| ------------------ | ----- | ------- | ------- | ------- | ------- | ------- | ------- | ------------ | ------------ | ------------ | ------------ | ------------ | ------------ | ------ | ------ | ------ | ------ | ------ | ------ | --- |
| Bundesliga         | 48    | 17      | 15      | 1       | 1       | 54      | 10      | 17           | 5            | 7            | 5            | 32           | 25           | 34     | 20     | 8      | 6      | 86     | 35     | +51 |
| Coppa di Germania  | -     | 1       | 1       | 0       | 0       | 6       | 0       | 2            | 1            | 0            | 1            | 3            | 2            | 3      | 2      | 0      | 1      | 9      | 2      | +7  |
| Coppa dei Campioni | -     | 4       | 4       | 0       | 0       | 11      | 3       | 5            | 2            | 0            | 3            | 8            | 8            | 9      | 6      | 0      | 3      | 19     | 11     | +8  |
| Totale             | 48    | 22      | 20      | 1       | 1       | 71      | 13      | 24           | 8            | 7            | 9            | 43           | 35           | 46     | 28     | 8      | 10     | 114    | 48     | +66 |

### Andamento in campionato
| Giornata  | 1 | 2 | 3 | 4 | 5 | 6 | 7 | 8 | 9 | 10 | 11 | 12 | 13 | 14 | 15 | 16 | 17 | 18 | 19 | 20 | 21 | 22 | 23 | 24 | 25 | 26 | 27 | 28 | 29 | 30 | 31 | 32 | 33 | 34 |
| --------- | - | - | - | - | - | - | - | - | - | -- | -- | -- | -- | -- | -- | -- | -- | -- | -- | -- | -- | -- | -- | -- | -- | -- | -- | -- | -- | -- | -- | -- | -- | -- |
| Luogo     | T | C | T | C | T | C | T | C | T | C  | T  | C  | T  | C  | T  | C  | T  | C  | T  | C  | T  | C  | T  | C  | T  | C  | T  | C  | T  | C  | T  | C  | T  | C  |
| Risultato | V | V | N | V | P | V | P | V | N | N  | V  | V  | N  | V  | N  | V  | P  | V  | N  | V  | V  | P  | P  | V  | V  | V  | V  | V  | N  | V  | N  | V  | P  | V  |
| Posizione | 2 | 1 | 1 | 1 | 3 | 1 | 4 | 2 | 2 | 2  | 2  | 1  | 1  | 1  | 1  | 1  | 2  | 1  | 1  | 1  | 1  | 1  | 2  | 2  | 1  | 1  | 1  | 1  | 2  | 2  | 1  | 1  | 2  | 2  |

Legenda:

Luogo: C = Casa; T = Trasferta. Risultato: V = Vittoria; N = Pareggio; P = Sconfitta.

### Statistiche dei giocatori
| Giocatore      | Bundesliga | Bundesliga | Bundesliga  | Bundesliga | Coppa di Germania | Coppa di Germania | Coppa di Germania | Coppa di Germania | Coppa dei Campioni | Coppa dei Campioni | Coppa dei Campioni | Coppa dei Campioni | Totale   | Totale | Totale      | Totale     |
| Giocatore      | Presenze   | Reti       | Ammonizioni | Espulsioni | Presenze          | Reti              | Ammonizioni       | Espulsioni        | Presenze           | Reti               | Ammonizioni        | Espulsioni         | Presenze | Reti   | Ammonizioni | Espulsioni |
| -------------- | ---------- | ---------- | ----------- | ---------- | ----------------- | ----------------- | ----------------- | ----------------- | ------------------ | ------------------ | ------------------ | ------------------ | -------- | ------ | ----------- | ---------- |
| U. Beginski    | 1          | 0          | 0           | 0          | 0                 | 0                 | 0                 | 0                 | 0                  | 0                  | 0                  | 0                  | 1        | 0      | 0           | 0          |
| T. Bliemeister | 0          | 0          | 0           | 0          | 0                 | 0                 | 0                 | 0                 | 0                  | 0                  | 0                  | 0                  | 0        | 0      | 0           | 0          |
| B. Buca        | 1          | 0          | 0           | 0          | 0                 | 0                 | 0                 | 0                 | 0                  | 0                  | 0                  | 0                  | 1        | 0      | 0           | 0          |
| I. Buljan      | 24         | 7          | 1           | 0          | 2                 | 1                 | 0                 | 0                 | 7                  | 2                  | 0                  | 0                  | 33       | 10     | 1           | 0          |
| B. Gorski      | 1          | 0          | 0           | 0          | 1                 | 0                 | 0                 | 0                 | 0                  | 0                  | 0                  | 0                  | 2        | 0      | 0           | 0          |
| J. Hartwig     | 29         | 9          | 2           | 0          | 3                 | 1                 | 1                 | 0                 | 7                  | 1                  | 0                  | 0                  | 39       | 11     | 3           | 0          |
| P. Hidien      | 20         | 0          | 3           | 0          | 2                 | 0                 | 0                 | 0                 | 7                  | 0                  | 1                  | 0                  | 29       | 0      | 4           | 0          |
| H. Hieronymus  | 17         | 3          | 0           | 0          | 1                 | 0                 | 0                 | 0                 | 3                  | 1                  | 0                  | 0                  | 21       | 4      | 0           | 0          |
| H. Hrubesch    | 34         | 21         | 3           | 0          | 3                 | 3                 | 0                 | 0                 | 9                  | 7                  | 0                  | 0                  | 46       | 31     | 3           | 0          |
| D. Jakobs      | 34         | 4          | 0           | 0          | 3                 | 2                 | 0                 | 0                 | 8                  | 0                  | 2                  | 0                  | 45       | 6      | 2           | 0          |
| M. Kaltz       | 32         | 5          | 2           | 0          | 2                 | 0                 | 0                 | 0                 | 9                  | 2                  | 1                  | 0                  | 43       | 7      | 3           | 0          |
| R. Kargus      | 33         | 0          | 0           | 0          | 3                 | 0                 | 0                 | 0                 | 9                  | 0                  | 0                  | 0                  | 45       | 0      | 0           | 0          |
| K. Keegan      | 31         | 9          | 4           | 0          | 3                 | 0                 | 0                 | 0                 | 9                  | 2                  | 1                  | 0                  | 43       | 11     | 5           | 0          |
| F. Magath      | 32         | 5          | 2           | 0          | 2                 | 1                 | 0                 | 0                 | 7                  | 0                  | 1                  | 0                  | 41       | 6      | 3           | 0          |
| C. Memering    | 23         | 4          | 3           | 0          | 3                 | 0                 | 1                 | 0                 | 5                  | 1                  | 0                  | 0                  | 31       | 5      | 4           | 0          |
| J. Milewski    | 16         | 6          | 1           | 0          | 1                 | 0                 | 0                 | 0                 | 3                  | 0                  | 0                  | 0                  | 20       | 6      | 1           | 0          |
| P. Nogly       | 31         | 2          | 2           | 0          | 3                 | 0                 | 0                 | 0                 | 9                  | 0                  | 1                  | 0                  | 43       | 2      | 3           | 0          |
| H. Plücken     | 10         | 1          | 0           | 0          | 2                 | 0                 | 0                 | 0                 | 1                  | 0                  | 0                  | 0                  | 13       | 1      | 0           | 0          |
| W. Reimann     | 30         | 6          | 2           | 0          | 3                 | 0                 | 0                 | 0                 | 7                  | 1                  | 0                  | 0                  | 40       | 7      | 2           | 0          |
| J. Stars       | 2          | 0          | 0           | 0          | 0                 | 0                 | 0                 | 0                 | 0                  | 0                  | 0                  | 0                  | 2        | 0      | 0           | 0          |
| B. Wehmeyer    | 13         | 1          | 0           | 0          | 0                 | 0                 | 0                 | 0                 | 1                  | 1                  | 0                  | 0                  | 14       | 2      | 0           | 0          |